# Ніколаєвка (Фалештський район)
Ніколаєвка (рум. Nicolaevca) — село у Фалештському районі Молдови. Входить до складу комуни, адміністративним центром якої є село Скумпія.

## Населення
За даними перепису населення 2004 року у селі проживали 69 осіб.
Національний склад населення села:
| Національність | Кількість осіб | Відсоток |
| -------------- | -------------- | -------- |
| молдавани      | 39             | 56,5%    |
| українці       | 28             | 40,6%    |
| гагаузи        | 1              | 1,4%     |
| поляки         | 1              | 1,4%     |
| Всього         | 69             | 100%     |